# Isztar Zawadzki
Isztar Isaac Zawadzki (ur. jako Józef Salomonowicz 9 lutego 1937, zm. 11 lutego 2023) – kanadyjski fizyk atmosfery polskiego, żydowskiego pochodzenia.
W latach 1992–2010 dyrektor Obserwatorium im. Stewarta Marshalla na Uniwersytecie McGilla w Montrealu.
W 1991 roku uhonorowany medalem im. Pattersona, a w 1998 r. Nagrodą Prezydenta La Société canadienne de météorologie et d'océanographie (SCMO) (ang. Canadian Meteorological and Oceanographic Society, CMOS), a w 2000 roku wybrany na członka tego stowarzyszenia.
W 2004 r. wybrany na członka Amerykańskiego Towarzystwa Meteorologicznego.
W 2007 roku wybrany na członka La Société royale du Canada (ang. Royal Society of Canada).

## Życiorys
Syn Menasze Salomonowicza (ur. w 1908 r. w Łodzi, w czasie wojny zmobilizowanego do Armii Czerwonej) i Marii Waingart (ur. 1 września 1910 r. w Chodczu, zm. w 1990 r. w Argentynie),
urodzony w Częstochowie. W pierwszych miesiącach życia mieszkał w Kibucu Grochów w Warszawie, gdzie w 1935 r. poznali się jego rodzice. W czasie wojny znalazł się w ZSRR (m.in. w Szachtach), gdzie po ślubie rodziców nadano mu imię Mikołaj (Salomonowicz). Po powrocie do Polski mieszkał w Łodzi, gdzie w ramach adopcji nadano mu imię Isztar oraz nazwisko ojca adopcyjnego, Feliksa Zawadzkiego. W 1948 r. wraz z matką opuścił Polskę i przez Paryż dotarł do Argentyny. W 1963 r. ukończył studia pierwszego stopnia na kierunku fizyka na Uniwersytecie w Buenos Aires.
W latach 60. wyjechał na 9-miesięczny staż na Uniwersytecie McGilla w Montrealu. M.in. w związku z brakiem możliwości powrotu do kraju, z racji sytuacji politycznej w Argentynie, pozostał w Montrealu kontynuując studia na Uniwersytecie McGilla, gdzie w 1968 obronił pracę magisterską, a następnie w 1972 uzyskał stopień doktora (promotor: Roddy R. Rogers).
Od 1992 r. do śmierci żoną Isztara Zawadzkiego była Dominique Robert (ur. 1950 r. w Quebecu).
Pracował na Université du Québec à Montréal, a następnie od 1992 roku do śmierci związany był zawodowo z Uniwersytetem McGilla w Montrealu.
Używał również imienia Jose (patrz np. podziękowania w książce Israeli Community Action oraz kondolencje pod nekrologiem).

## Wybrane publikacje
Isztar Zawadzki był autorem lub współautorem m.in. następujących publikacji naukowych:
- (1968): HARPI: a new weather radar display[13] (praca magisterska)
- (1969): ADA: an instrument of real-time display of microwave attenuation due to rain[18] (współautor: R.R. Rogers)
- (1972): ADA: An Instrument for Measuring Attenuation Due to Rain Over Slant Paths[19] (współautor: R.R. Rogers)
- (1972): Statistical Studies of Radar Precipitation Patterns[14] (praca doktorska)
- (1973): Statistical Properties of Precipitation Patterns[20]
- (1973): The Loss of Information Due to Finite Sample Volume in Radar-Measured Reflectivity[21]
- (1973): Measurement and Application of Rainfall Autocorrelation Functions[22] (raport dla Sił Powietrznych Stanów Zjednoczonych)
- (1973): Errors and fluctuations of raingauge estimates of areal rainfall[23]
- (1975): Statistics of Raingage Data[24] (współautor: G. Drufuca)
- (1975): On Radar-Raingage Comparison[25]
- (1978): Correlations between Maximum Rate of Precipitation and Mesoscale Parameters[26] (współautor: Ro, C.U.)
- (1979): An ultrasound low power sonar for snow thickness measurements[27] (współautorzy: Alain Caillet i François Gros D'Aillon)
- (1979): Rainfall statistics for application to plume rainout models[28] (współautor: R.R. Rogers)
- (1982): The quantitative interpretation of weather radar measurement[29]
- (1983): On optimal radar reflectivity processing[30] (współautor: Enrico Torlaschi)
- (1983): The dependence of rain attenuation statistics on meteorological parameters[31] (współautor: Enrico Torlaschi)
- (1984): Factors affecting the precision of radar measurements of rain[32]
- (1993): On the surface of clouds (z Szymonem Malinowskim)[33]
- (1997): Biogenic and anthropogenic sources of ice-forming nuclei: A review (z Wandą Szyrmer)[34]
- (2002): Scale-Dependence of the Predictability of Precipitation from Continental Radar Images. Part I: Description of the Methodology (współautor: Urs Germann)[35]
- (2004): Scale-Dependence of the Predictability of Precipitation from Continental Radar Images. Part II: Probability Forecasts (współautor: Urs Germann)[36]
- (2017): Scale Characterization and Correction of Diurnal Cycle Errors in MAPLE (współautorzy: Aitor Atencia, Marc Berenguer)[37]
- (2021): A Sequential Non-Gaussian Approach for Precipitation Data Assimilation (współautorzy: Andrés A. Pérez Hortal i M. K. Yau)[38]